# Сулейменов, Касым
Касым Сулейменов — советский хозяйственный, государственный и политический деятель.

## Биография
Родился в 1908 году в ауле № 16. Член КПСС.
С 1929 года — на хозяйственной, общественной и политической работе. В 1929—1972 гг. — инспектор Максимо-Горьковской районной рабоче-крестьянской инспекции, секретарь комитета ВЛКСМ овцесовхоза, инструктор Павлодарского районного комитета ВКП(б), заместитель редактора газеты «Кзыл Аскер», редактор газеты «Колхоз Экпенды», заведующий отделом, 3-й секретарь, 2-й секретарь Акмолинского районного комитета КП(б) Казахстана, заместитель заведующего, заведующий Отделом пропаганды и агитации Карагандинского областного комитета КП(б) Казахстана, 2-й секретарь Семипалатинского областного комитета КП(б) Казахстана, участник Великой Отечественной войны, секретарь Южно-Казахстанского областного комитета КП(б) Казахстана по кадрам, 2-й секретарь Южно-Казахстанского областного комитета КП(б) Казахстана, 
председатель Исполнительного комитета Семипалатинского областного Совета, председатель Партийной комиссии Актюбинского областного комитета КП Казахстана.
Избирался депутатом Верховного Совета Казахской ССР 2-го созыва.
Умер в Актюбинске в 1972 году.